# Edmondo Rabanser
Edmund Rabanser, alla nascita Edmondo (Ortisei, 3 novembre 1936 – 25 maggio 2016), è stato un hockeista su ghiaccio e allenatore di hockey su ghiaccio italiano.

## Carriera
Da giocatore ha vinto per due volte il campionato italiano di hockey su ghiaccio, nel 1959-1960 coi Diavoli Milano e nel 1968-1969 con l'Hockey Club Gardena. Ha vestito anche la maglia dell'SSV Bozen. Dal 1957 al 1970 ha vestito la maglia della nazionale azzurra, con cui ha disputato le olimpiadi di Innsbruck 1964 e diverse edizioni dei mondiali.
Dopo il ritiro ha allenato il Gardena, il Merano e l'Asiago, oltre che la nazionale maggiore (per un breve periodo nel 1971), e la nazionale Under-20 (che ha guidato a quattro edizioni dei mondiali di categoria: 1982, 1983, 1989 e 1990).

## Palmarès
- Campionato italiano: 2
  - Diavoli Milano: 1959-1960
  - Gardena: 1968-1969